# Klickmühle

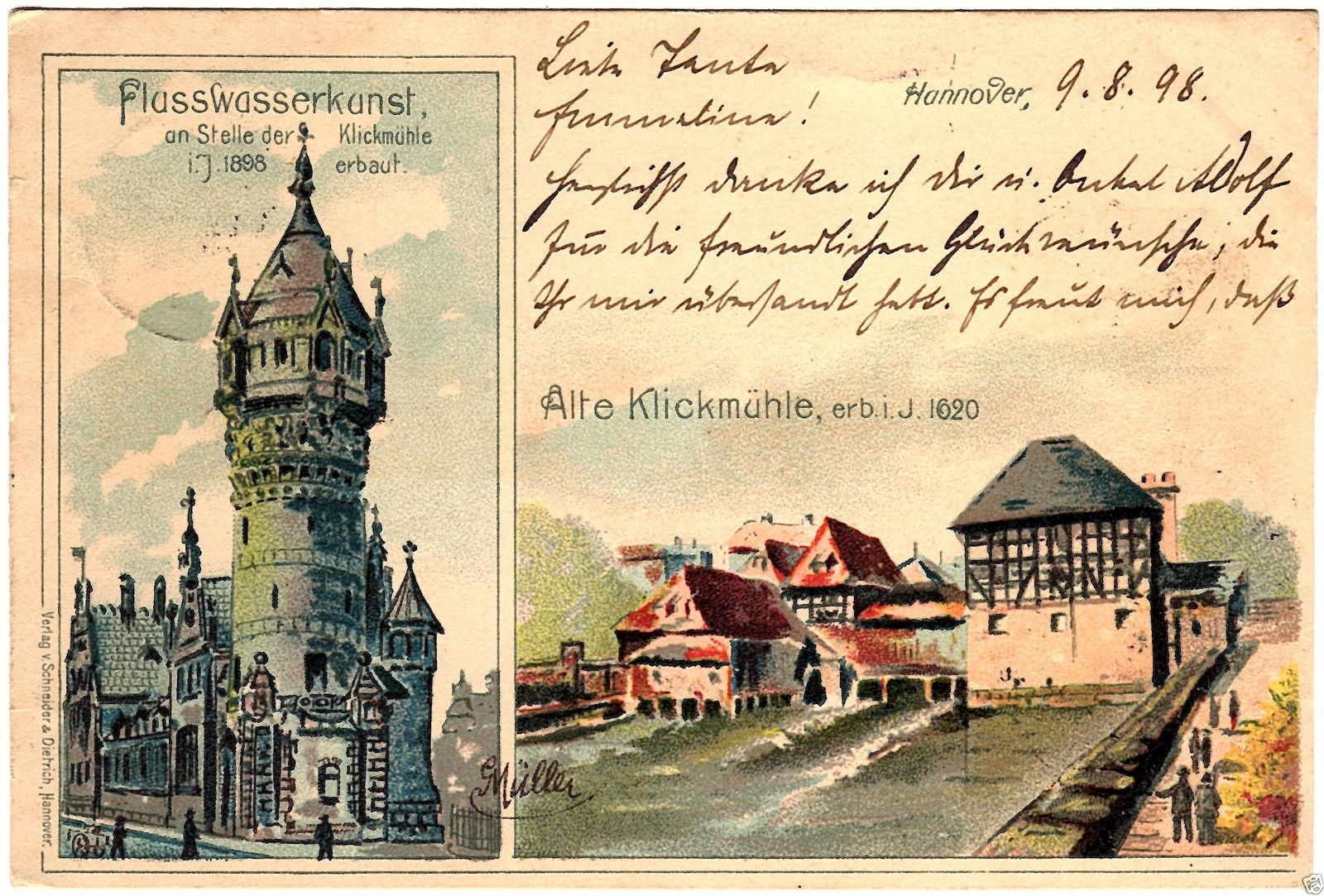
Die Flusswasserkunst und die 1620 erbaute Klickmühle;
Vielfarb-lithografierte Ansichtskarte von A. Harbers & Brager, Künstlersignatur von George Müller, um 1898

Die Klickmühle in Hannover war eine seit dem 13. Jahrhundert und mehr als ein halbes Jahrtausend betriebene Mühle am Zufluss des Hauptarms Leine in die Stadtbefestigung Hannovers. Ihr zur Seite wurde – ebenfalls über Jahrhunderte – eine städtische Wasserkunst betrieben. Beide Gebäude wurden 1895 zugunsten der Flusswasserkunst abgebrochen.

## Geschichte
Schon im Jahr 1226 wurde erstmals urkundlich ein „molandinum Honovere“ erwähnt, schlicht „die Mühle von Hannover“. Die alte Mühle hatte bei ihrem Abbruch 1895 drei Kornmühlen. Ursprünglich hatten die Grafen von Roden die Mühle als Lehen von den Edelherren von Meinersen erhalten. Sie stand an einem Werder, der durch die Flussspaltung beim Eintritt der Leine in das Weichbild der Stadt entstanden war. Der Name Klickmühle tauchte 1347 in Urkunden auf, als der Ottenwerder und die „Klikmoelen, de ghelegen is bi der muren to Honovere“, an den Rat der Stadt Hannover und die Bürgerschaft verkauft werden sollte.

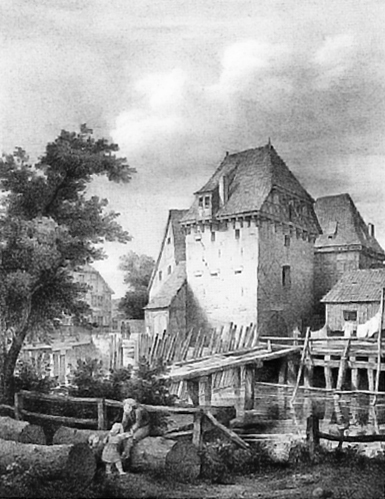
Um 1835: Der Wasserturm der Bornkunst
Lithographie von Wiegmann oder Kretschmer

1535 wurde neben der Klickmühle eine städtische Wasserkunst errichtet.

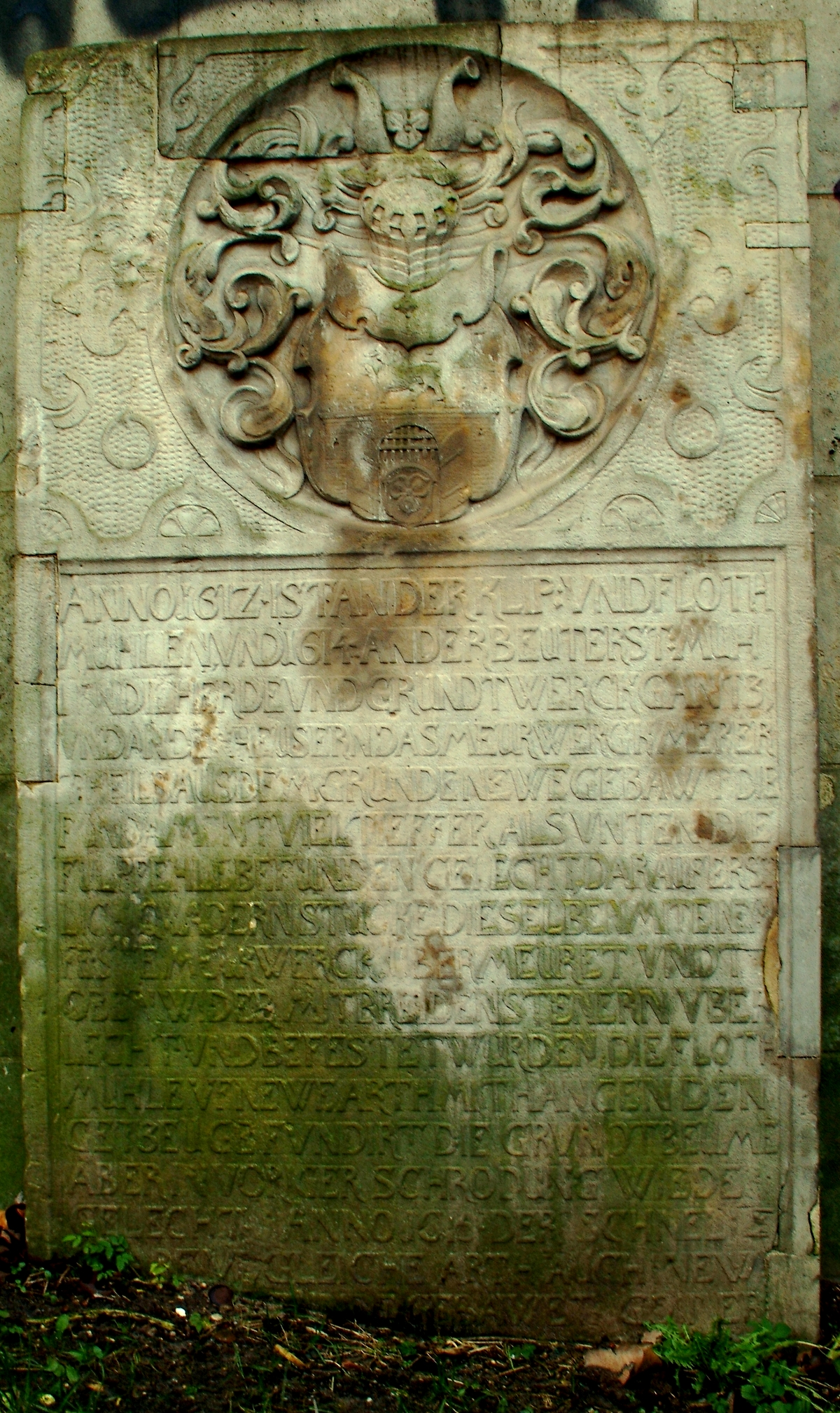
Der Inschriften-Stein von 1615 vor der Unterführung des Friederikenplatzes

Sogenannte „Mondscheinkarte“ mit einem Foto der 1895 abgebrochenen Klickmühle;
Ansichtskarte Nr. 4 von Karl F. Wunder, um 1898

Bald drei Jahrhunderte nach der ersten bekannten urkundlichen Erwähnung der Klickmühle berichtete ein Inschriften-Stein von 1615 mit Stadtwappen, den der Denkmalpfleger Anton Nöldeke als vom Bildhauer Hans Nottelmann stammend erläuterte, von einem grundsätzlichen Umbau des Mauerwerks und der Fundamente der Mühle. Die Inschrift lautete:

„ANNO 1612 IST AN DER KLIP- UND FLOTH / MUHLEN UND 1614 AN DER BEUTERST MUH / LEN DIE HERDE- UND GRUNDWERCK GANTZ / UND AN DEN HEUSERN DAS MEURWERK MERER / THEILS AUS DEM GRUNDE NEWE GEBAWT, DIE / FUNDAMENT VIEL TIEFFER ALS UNTEN DIE / FULPFEHLE BEFUNDEN GELECHT, DARAUF ERST- / LICH QUADERNSTUCKE DIESELBEN MIT EINEM / FEST MEURWERCK UBERMEURET UNDT / OBEN WIDER MIT BREIDEN STENERN UBER- / LECHT UND BEFESTET WURDEN, DIE FLOTH / MUHLE UF NEWE ARTH MIT HANGENDEN / GETZEUGE FUNDIRT, DIE GRUNDT-BEUME / ABER IN VORIGER SCHRODUNG WIEDER / GELECHT. ANNO 1615 DER SCHNELLE / GRABE UF GLEICHE ARTH AUCH NEW / AUS DEM GRUNDE GEBAWET. GOT ER / HALTE DIE GEBEWDE LANGE.“

Nach dem Inschriften-Stein wurde auch der "Schnelle Graben" um 1615 neu befestigt, der jedoch eine eigene Wasserzufuhr zur Klickmühle bezeichnete und nicht mit dem Schnellen Graben am (heutigen) Maschsee zu verwechseln ist.
Als 1636, mitten im Dreißigjährigen Krieg, Herzog Georg von Calenberg die Stadt Hannover zu seiner Residenz erklärte und sich hierfür dann das Leineschloss errichten ließ, wurde der Mühlenplatz ab 1637 zum Schlossvorplatz mit freier Aussicht, wofür zunächst 42 auf dem Werder gelegene Wohnhäuser abgebrochen werden mussten.
Das Corpus bonorum (Güterverzeichnis der Stadt) von 1720 zeichnete nachträglich für das Jahr 1712 einen abermaligen Neubau des Mühlengebäudes mit. Nachdem sich die Festungsanlagen rund um die Stadt im Siebenjährigen Krieg militärisch als nutzlos erwiesen hatten, begann die Schleifung der Befestigung der Stadt und eine Öffnung zum Umland wurde geschaffen: 1767 wurde die Esplanade (der spätere Waterlooplatz) für Paraden der Soldaten und zum Exerzieren angelegt. In seiner Nähe entstand auf der Leineinsel vor dem Schloss 1768 der Vergnügungsgarten Vauxhall, der 1780 durch ein mehrgeschossiges Caféhaus ergänzt wurde.
Inmitten der sogenannten Franzosenzeit wurde 1811 der spätere Unternehmer Carl Georg Fiedeler in der Klickmühle geboren, 1844 auch sein Sohn Hermann Fiedeler, der später in Döhren Geschichte schrieb.
Nach dem Aufstieg zum Königreich Hannover baute Georg Ludwig Friedrich Laves 1817, in Sichtweite des Leineschlosses und der alten Mühle, im Garten von Vauxhall für den Helden der Schlacht bei Waterloo, Graf Carl von Alten, dessen Palais im klassizistischen Stil um. Nach dem Tod des Grafen erwarb König Ernst August das Palais für seine Gemahlin Friederike; in der Folge erhielt das Palais den Namen Friederikenschlösschen. 1843 schließlich wurde der bisherige Mühlenplatz in Friederikenplatz umbenannt zu Ehren der zwei Jahre zuvor verstorbenen Königin.
Nur wenig später gestaltete der Architekt August Heinrich Andreae in den Jahren 1847 bis 1850 die alte Wasserkunst neu. Knapp ein halbes Jahrhundert darauf kaufte die Stadt 1895 die Flächen des Friederikenplatzes, um hier unter anderem einen repräsentativen südlichen Eingang in die Stadt zu errichten: Sowohl Andreaes Wasserkunst als auch die Klickmühle mussten noch im selben Jahr Platz machen für den Bau der Flusswasserkunst nach Plänen von Hubert Stier. Kurz zuvor - gegen Ende des 19. Jahrhunderts - schuf der Maler Gustav Koken ein Aquarell der Klickmühle, das sich im Besitz des Historischen Museums Hannover erhalten hat.

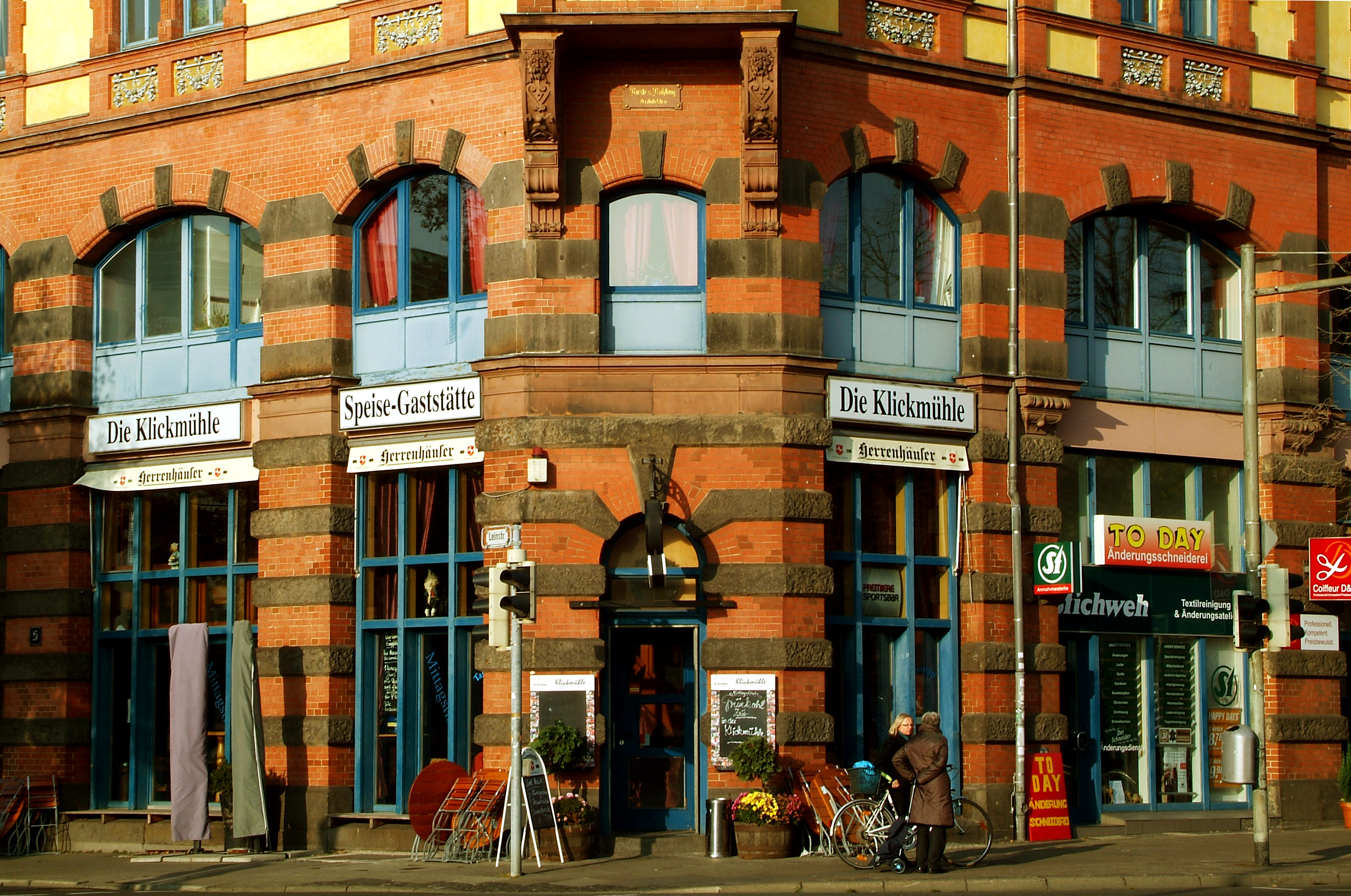
Schräg gegenüber der Markthalle findet sich die „Speise-Gaststätte Die Klickmühle“ an der Karmarschstraße/Ecke Leinstraße

An die Klickmühle erinnert heute schräg gegenüber der Markthalle die „Speise-Gaststätte Die Klickmühle“ an der Karmarschstraße/Ecke Leinstraße.